# Proof (alcohol)
Alcoholische proof is een maat voor de hoeveelheid ethanol (ethylalcohol) in een alcoholische drank, en bedraagt ongeveer tweemaal het alcoholpercentage.

## Oorsprong
Het systeem dateert uit de 18e eeuw, en misschien al van vroeger, toen sterkedrank werd getest met behulp van buskruit. Een oplossing van water en alcohol 'bewees zich' ('proved itself') wanneer men buskruit, waar het mengsel overheen was gegoten, nog steeds kon ontsteken. Als het niet ontbrandde, bevatte de oplossing te veel water, en men sprak dan van lage proof of 'underproof'.
Een 'bewezen' ('proven') oplossing werd gedefinieerd als 100 graden proof (100°). Inmiddels weet men dat dit overeenkomt met 57,15% ethanol. Dit wordt in Groot-Brittannië nog steeds als definitie gehanteerd. De verhouding tot het alcoholpercentage is bij benadering 7:4, dat wil zeggen dat 70° proof overeenkomt met 40% alcohol. Zo rekenend is pure alcohol ongeveer 175 proof (175°).
Oorspronkelijk werd er een hydrometer gebruikt om de exacte proof van sterkedrank te meten. Dit is echter inmiddels in onbruik geraakt.

## Wetgeving

### EU
De lidstaten van de Europese Unie hebben algemeen de aanbeveling van de Internationale Metrologische Organisatie IOML overgenomen, waarin het alcohol(volume)percentage gemeten wordt bij 20 °C.

### Verenigde Staten
In de Verenigde Staten is het proofgetal (proof number) tweemaal het (volume)percentage alcohol gemeten bij een temperatuur van 60 °F (15.5 °C). Zo komt '80 proof' overeen met 40% alcohol; het grootste deel van de overige 60% bestaat uit water. Als een drankje van 150 proof wordt gemengd met een gelijke hoeveelheid water, dan is het resultaat 75 proof. De juiste manier om het Amerikaanse proofgetal te benoemen is: '86 proof', en niet '86 graden proof'. In de Amerikaanse benaming wordt het woord graad niet gebruikt.
Het proofgetal van sterkedrank mag (maar hoeft niet) volgens Amerikaanse wetgeving op een fles vermeld staan, maar alleen vlak naast het (verplicht vermelde) (volume)percentage alcohol.

### Verenigd Koninkrijk
Tegen het einde van de 17e eeuw introduceerde Engeland een testmethode gebaseerd op relatieve densiteit om "proof" te definiëren. Het duurde tot 1816 voordat een legale standaard gebaseerd op een specifieke densiteit was gedefinieerd. 100 "proof" was gedefinieerd als een drank met 12⁄13 van de relatieve densiteit van puur water met dezelfde temperatuur.
Van de 19e eeuw tot aan 1 januari 1980 werd alcoholinhoud aangeduid met "proof spirit" met een relatieve densiteit van 12⁄13 van dat van water, oftewel 923 kg/m3, en equivalent aan 57,15 Volumeprocent (% Vol.).
Deze waarde van 57,15% ligt dicht bij de breuk 4⁄7 en is bij benadering gelijk aan 0,5714. Dit heeft geleid tot de definitie dat een drank van 100° proof een ABV (Alcohol By Volume) heeft van 4⁄7. Dus pure 100% alcohol is gelijk aan 100 x (4⁄7) = 175° proof, en een gedestilleerde drank met 40 % Vol. Is gelijk aan 40×(7⁄4) = 70° proof.

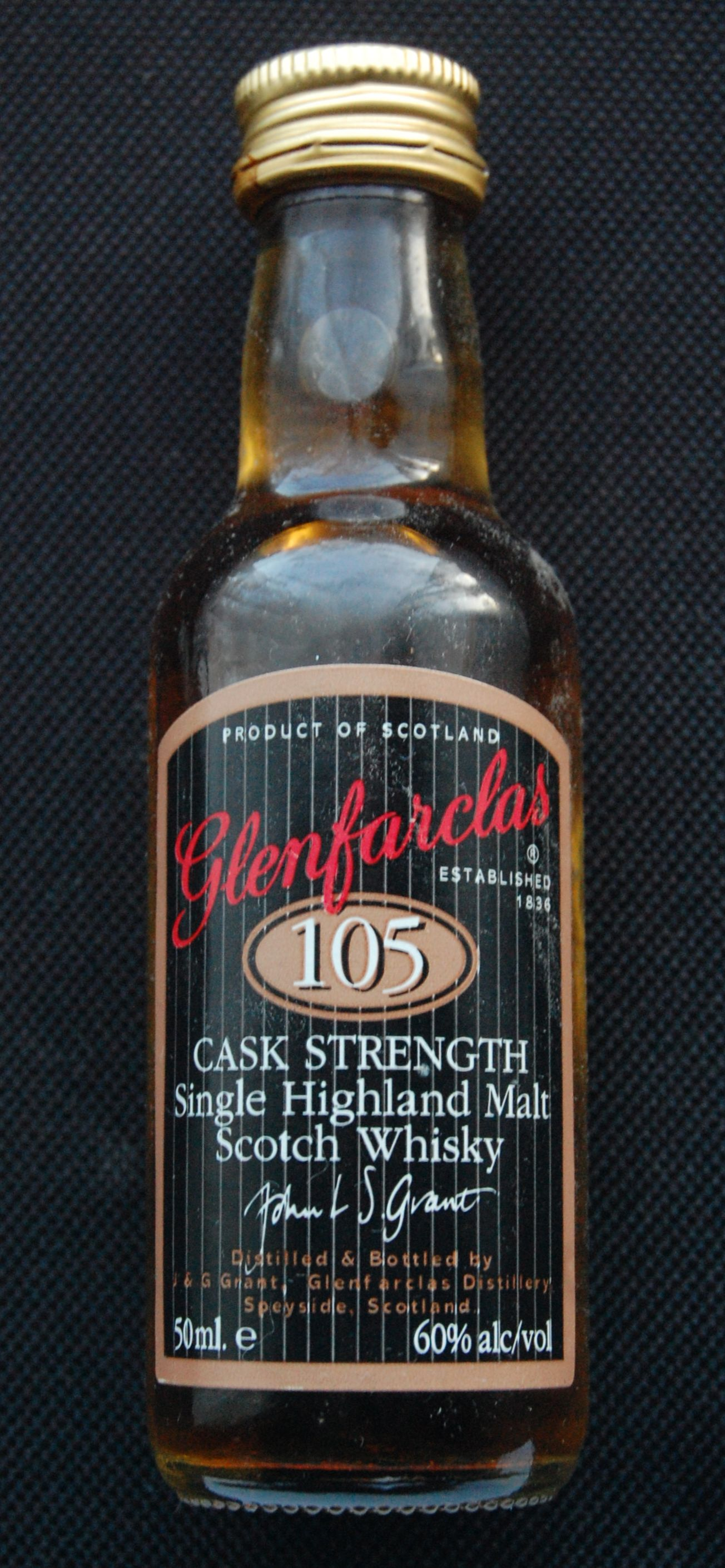
Een miniatuur van Glenfarclas Whiskey op "cask strength" (60 % Vol. oftewel UK 105° Proof)

| % Vol. | Proof (US) | Proof (UK) |  | % Vol. | Proof (US) | Proof (UK) |  | % Vol. | Proof (US) | Proof (UK) |  | % Vol. | Proof (US) | Proof (UK) |
| 1      | 2          | 1,75       |  | 26     | 52         | 45,5       |  | 51     | 102        | 89,25      |  | 76     | 152        | 133        |
| 2      | 4          | 3,5        |  | 27     | 54         | 47,25      |  | 52     | 104        | 91         |  | 77     | 154        | 134,75     |
| 3      | 6          | 5,25       |  | 28     | 56         | 49         |  | 53     | 106        | 92,75      |  | 78     | 156        | 136,5      |
| 4      | 8          | 7          |  | 29     | 58         | 50,75      |  | 54     | 108        | 94,5       |  | 79     | 158        | 138,25     |
| 5      | 10         | 8,75       |  | 30     | 60         | 52,5       |  | 55     | 110        | 96,25      |  | 80     | 160        | 140        |
| 6      | 12         | 10,5       |  | 31     | 62         | 54,25      |  | 56     | 112        | 98         |  | 81     | 162        | 141,75     |
| 7      | 14         | 12,25      |  | 32     | 64         | 56         |  | 57     | 114        | 99,75      |  | 82     | 164        | 143,5      |
| 8      | 16         | 14         |  | 33     | 66         | 57,75      |  | 58     | 116        | 101,5      |  | 83     | 166        | 145,25     |
| 9      | 18         | 15,75      |  | 34     | 68         | 59,5       |  | 59     | 118        | 103,25     |  | 84     | 168        | 147        |
| 10     | 20         | 17,5       |  | 35     | 70         | 61,25      |  | 60     | 120        | 105        |  | 85     | 170        | 148,75     |
| 11     | 22         | 19,25      |  | 36     | 72         | 63         |  | 61     | 122        | 106,75     |  | 86     | 172        | 150,5      |
| 12     | 24         | 21         |  | 37     | 74         | 64,75      |  | 62     | 124        | 108,5      |  | 87     | 174        | 152,25     |
| 13     | 26         | 22,75      |  | 38     | 76         | 66,5       |  | 63     | 126        | 110,25     |  | 88     | 176        | 154        |
| 14     | 28         | 24,5       |  | 39     | 78         | 68,25      |  | 64     | 128        | 112        |  | 89     | 178        | 155,75     |
| 15     | 30         | 26,25      |  | 40     | 80         | 70         |  | 65     | 130        | 113,75     |  | 90     | 180        | 157,5      |
| 16     | 32         | 28         |  | 41     | 82         | 71,75      |  | 66     | 132        | 115,5      |  | 91     | 182        | 159,25     |
| 17     | 34         | 29,75      |  | 42     | 84         | 73,5       |  | 67     | 134        | 117,25     |  | 92     | 184        | 161        |
| 18     | 36         | 31,5       |  | 43     | 86         | 75,25      |  | 68     | 136        | 119        |  | 93     | 186        | 162,75     |
| 19     | 38         | 33,25      |  | 44     | 88         | 77         |  | 69     | 138        | 120,75     |  | 94     | 188        | 164,5      |
| 20     | 40         | 35         |  | 45     | 90         | 78,75      |  | 70     | 140        | 122,5      |  | 95     | 190        | 166,25     |
| 21     | 42         | 36,75      |  | 46     | 92         | 80,5       |  | 71     | 142        | 124,25     |  | 96     | 192        | 168        |
| 22     | 44         | 38,5       |  | 47     | 94         | 82,25      |  | 72     | 144        | 126        |  | 97     | 194        | 169,75     |
| 23     | 46         | 40,25      |  | 48     | 96         | 84         |  | 73     | 146        | 127,75     |  | 98     | 196        | 171,5      |
| 24     | 48         | 42         |  | 49     | 98         | 85,75      |  | 74     | 148        | 129,5      |  | 99     | 198        | 173,25     |
| 25     | 50         | 43,75      |  | 50     | 100        | 87,5       |  | 75     | 150        | 131,25     |  | 100    | 200        | 175        |

## De productie van alcohol
Tijdens de gisting maakt gist uit suiker enerzijds alcohol, anderzijds koolstofdioxide, het gas dat voor de bellen in drankjes zorgt. De hoeveelheid alcohol in het eindproduct hangt af van hoeveel suiker er aanwezig was aan het begin van het proces, waarin het gist de suiker omzet in alcohol. In bier ligt dat percentage over het algemeen tussen 3% en 12% (6 tot 24 proof), en meestal tussen 4% en 6% (8 tot 12 proof). Wijn bevat, afhankelijk van de stam gist die wordt gebruikt, meestal tussen de 14% en 16% (28 tot 32 proof), omdat op dat punt in het proces de alcohol het gist denatureert. Sinds de jaren 90 van de 20e eeuw zijn er enkele alcohol-tolerante 'supergisten' commercieel verkrijgbaar, die in de gisting een alcoholpercentage van 20% kunnen bereiken.
Er zijn slechts weinig micro-organismen die in een alcoholoplossing kunnen leven. De belangrijkste drie zijn gist, Brettanomyces en Acetobacter. In wat in essentie een desinfectieproces is, blijft het gist zich vermenigvuldigen zolang er suiker te 'eten' is. Daarbij stijgt het alcoholgehalte van de oplossing geleidelijk, waardoor alle andere micro-organismen sterven, en uiteindelijk het gist zelf ook.
Er bestaan 'versterkte wijnen' met hogere alcoholpercentages. Deze worden bereid door de wijn te vermengen met sterkere alcohol. Aangezien dit meestal wordt gedaan voordat de gisting voltooid is, bevatten deze producten een veel grotere hoeveelheid suiker, en zijn ze dus meestal vrij zoet.
Sterkedrank wordt gedestilleerd nadat de gisting voltooid is, om de alcoholhoudende vloeistof te scheiden van de resten van het graan, het fruit of de andere ingrediënten waaruit de alcohol is ontstaan. Bij destillatie wordt een mengsel van vloeistoffen verhit. De vloeistof met het laagste kookpunt verdampt het eerst, en daarna die met het eersthogere kookpunt, enzovoorts. Water en alcohol vormen echter een mengeling (een zogenaamde azeotroop), die een lager kookpunt heeft dan elk van beide apart, zodat het eerste destillaat uit dat mengsel van 95% alcohol en 5% water bestaat. Daardoor kan gedestilleerde sterkedrank niet sterker zijn dan 95% (190 proof). Er bestaan andere technieken om vloeistoffen te scheiden, die 100% ethanol ('zuivere alcohol') kunnen voortbrengen, maar die worden slechts voor wetenschappelijke of industriële toepassingen gebruikt. 100% ethanol blijft niet erg lang 100%, doordat het hygroscopisch is, en water uit de lucht opneemt.